# Vipava
Die Stadt Vipava (deutsch Wippach, italienisch Vipacco) ist der Hauptort und Verwaltungssitz der Gemeinde Vipava im Westen Sloweniens in der Nähe von Nova Gorica an der Quelle des gleichnamigen Flusses im Vipava-Tal (Vipavska dolina).

## Geschichte
Im Mittelalter gehörte die Region dann nacheinander dem Herzogtum Friaul, den Grafen von Görz – während dieser Zeit wird der heutige Ort 1367 erstmals erwähnt –, den Patriarchen von Aquileia und kurzzeitig auch der Republik Venedig an. Im 16. Jahrhundert war die Stadt ein wichtiges Zentrum der Reformation in Slowenien. Schließlich kam Vipava ab 1535 zum Herzogtum Krain unter der Oberhoheit der Habsburger, und zwar bis 1918, als es von italienischen Truppen besetzt und dem Königreich Italien zugeschlagen wurde.
Zwischen 1922 und 1943 betrieben die italienischen Faschisten eine konsequente Italienisierung. Viele Bewohner schlossen sich einer antifaschistischen Bewegung an. Während des Zweiten Weltkriegs war hier ein wichtiges Zentrum des jugoslawischen Widerstands. 1945 wurde die Stadt von jugoslawischen Partisanen befreit und 1947 in die Sozialistische Föderative Republik Jugoslawien eingegliedert. 1991 schließlich wurde sie Teil des unabhängigen Staates Slowenien und gehört nun zur Region Goriška.
In Vipava wurden Massengräber aus der Zeit des Zweiten Weltkriegs gefunden.

### Quellen der Vipava und Podskala-Park

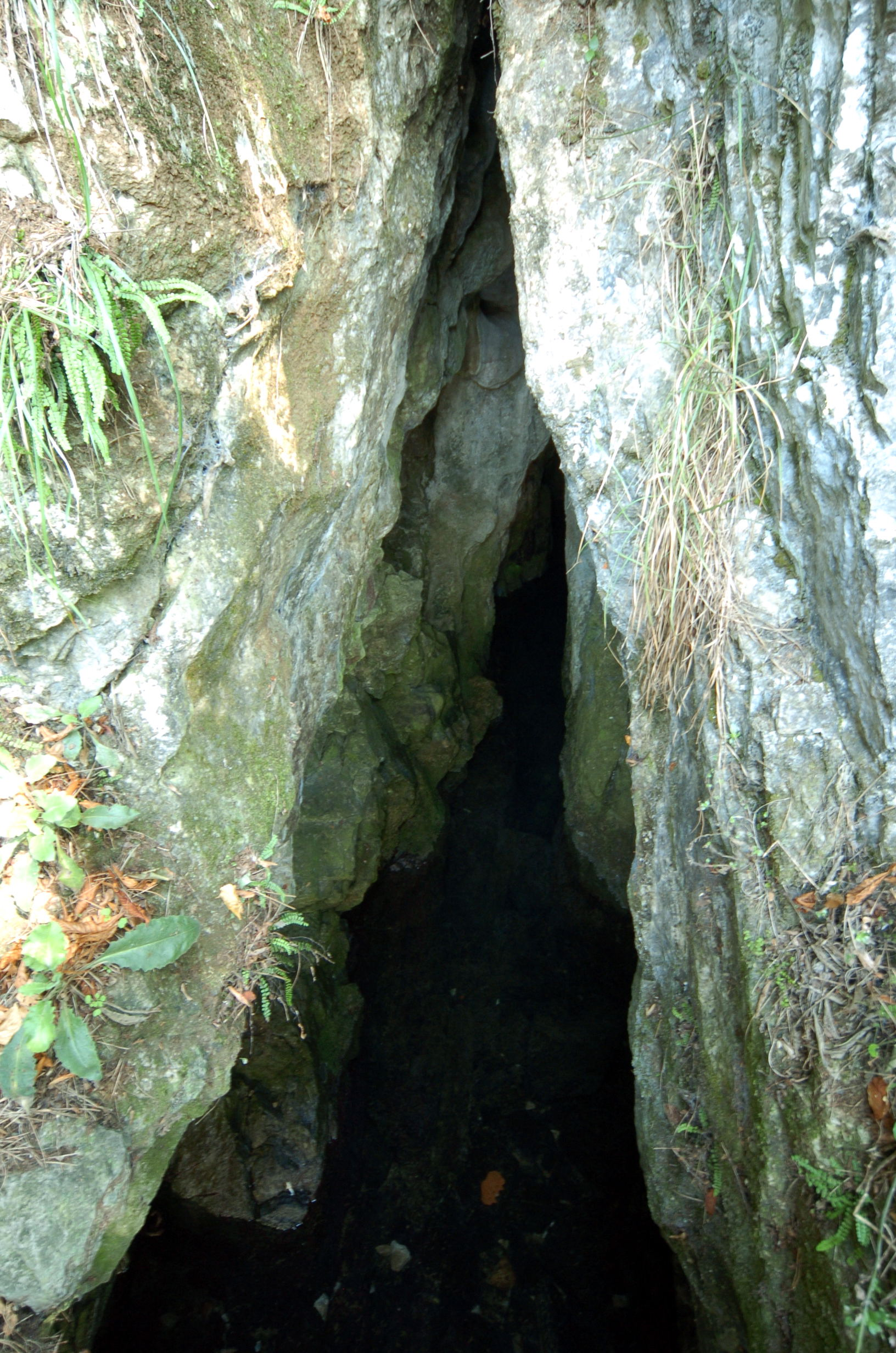
Eine der Vipava-Quellen im Podskala-Park
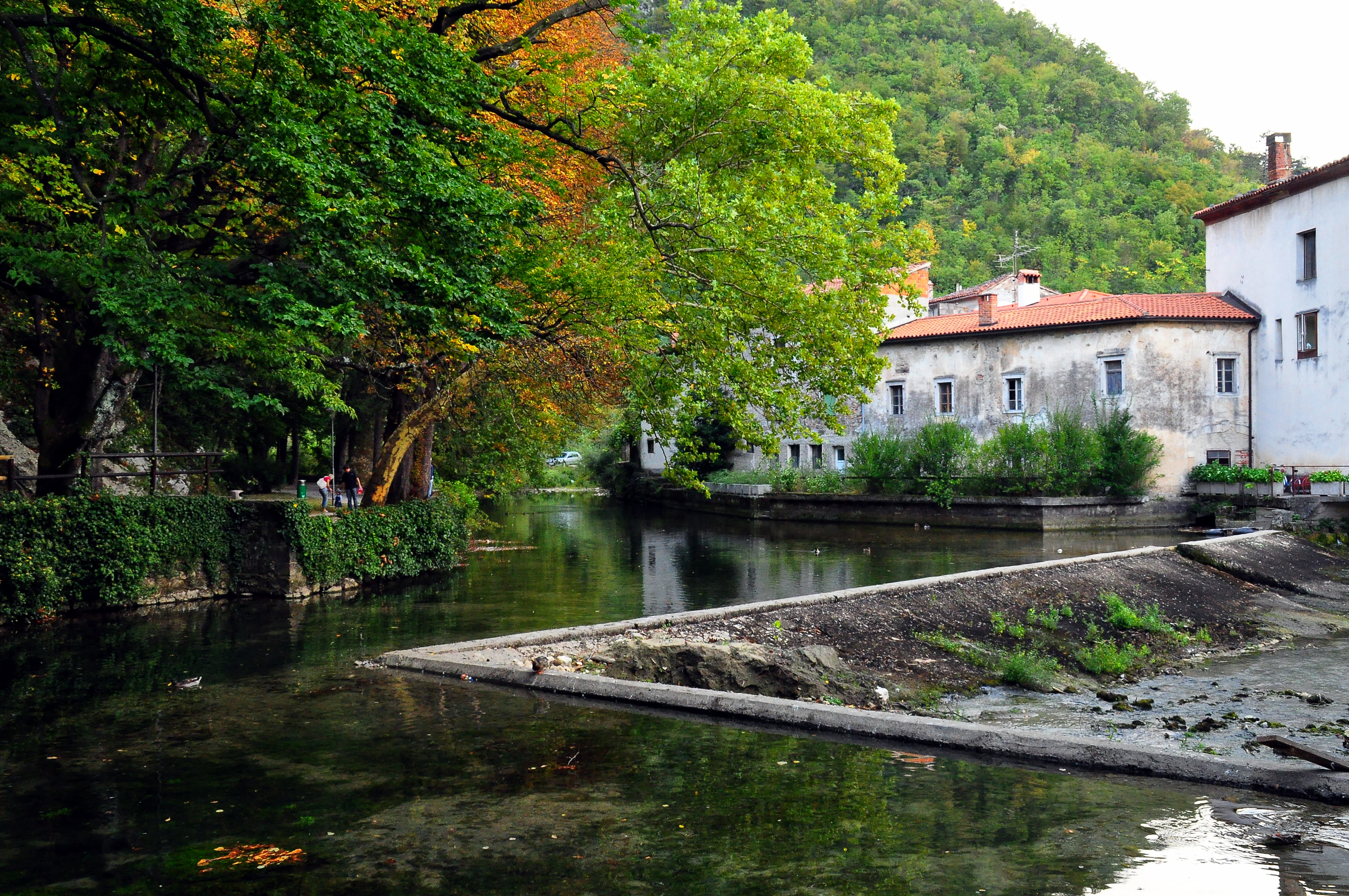
Podskala-Park mit Vipava-Ursprung
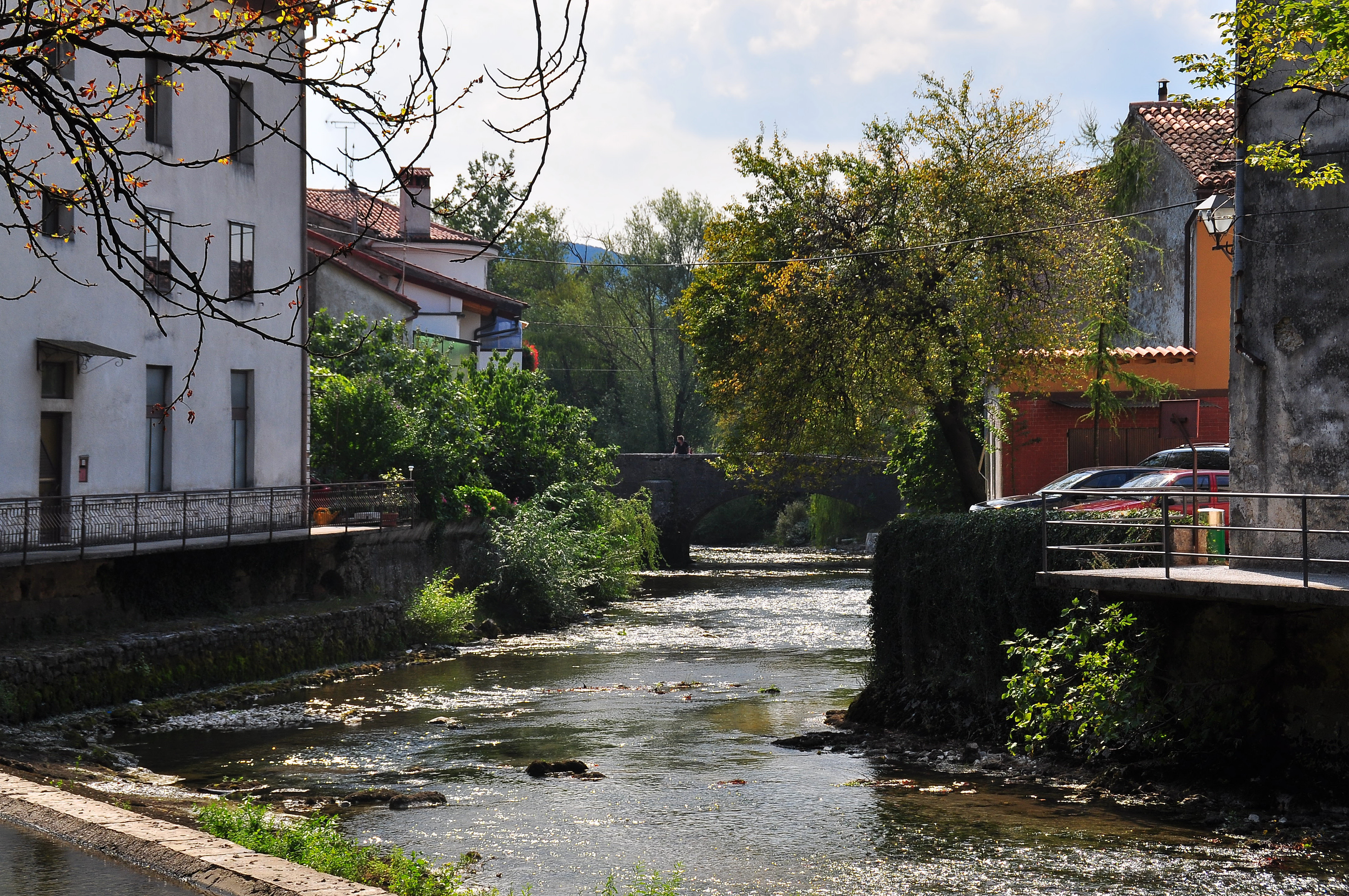
Tabor-Brücke über die junge Vipava

### Tabor-Brücke

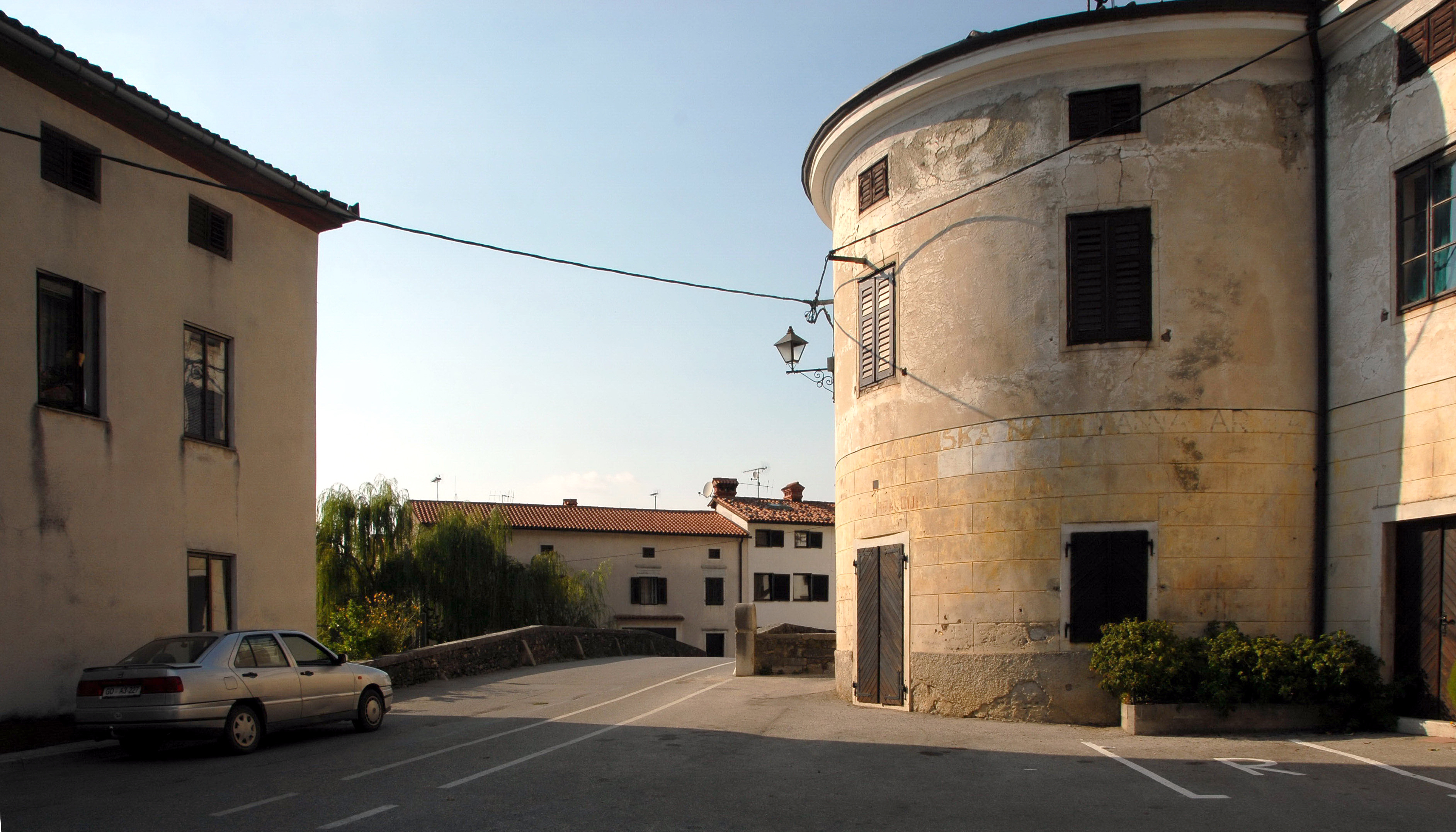
Tabor Brücke und Tabor Festungsturm
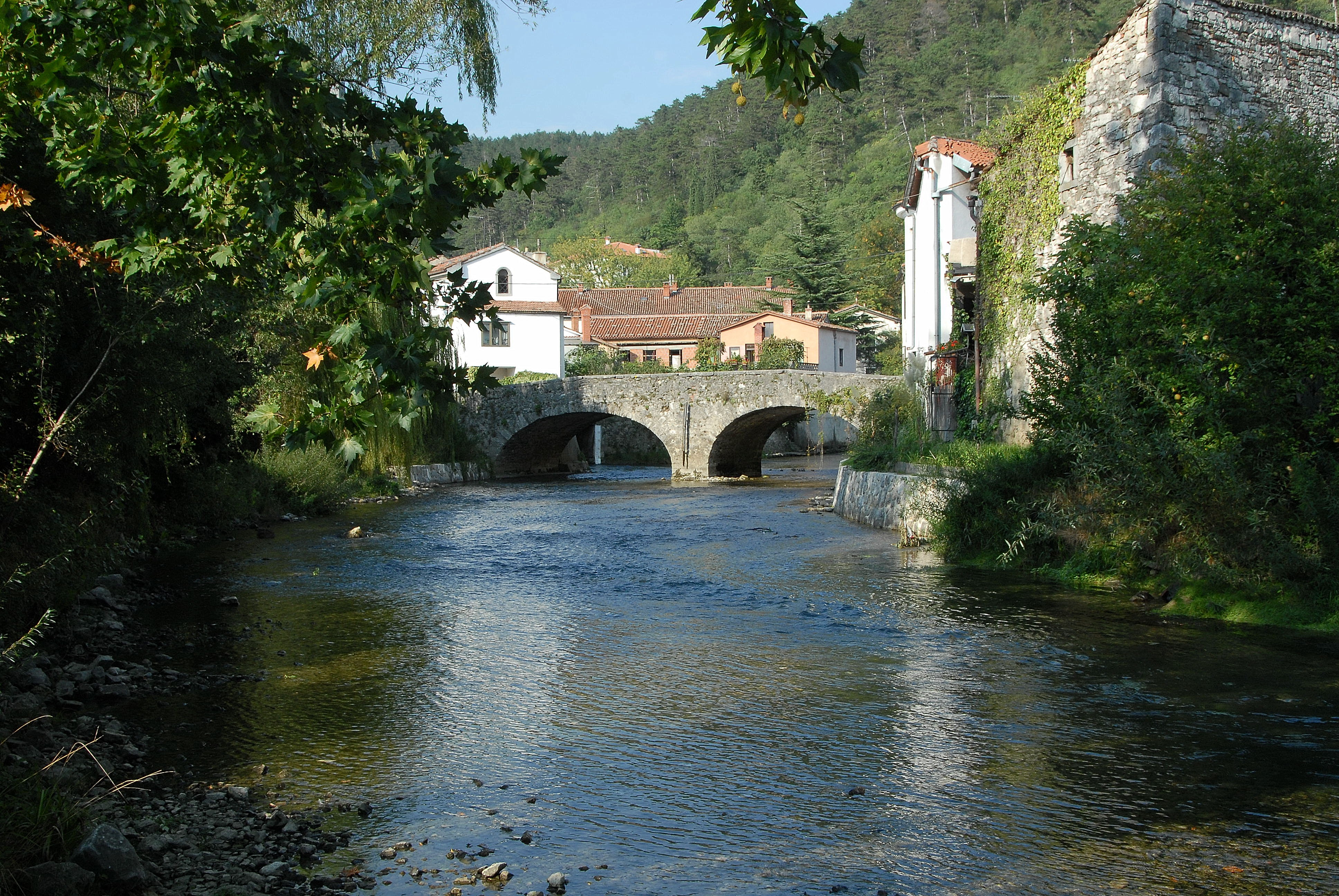
Tabor Brücke über den Vipava-Fluss
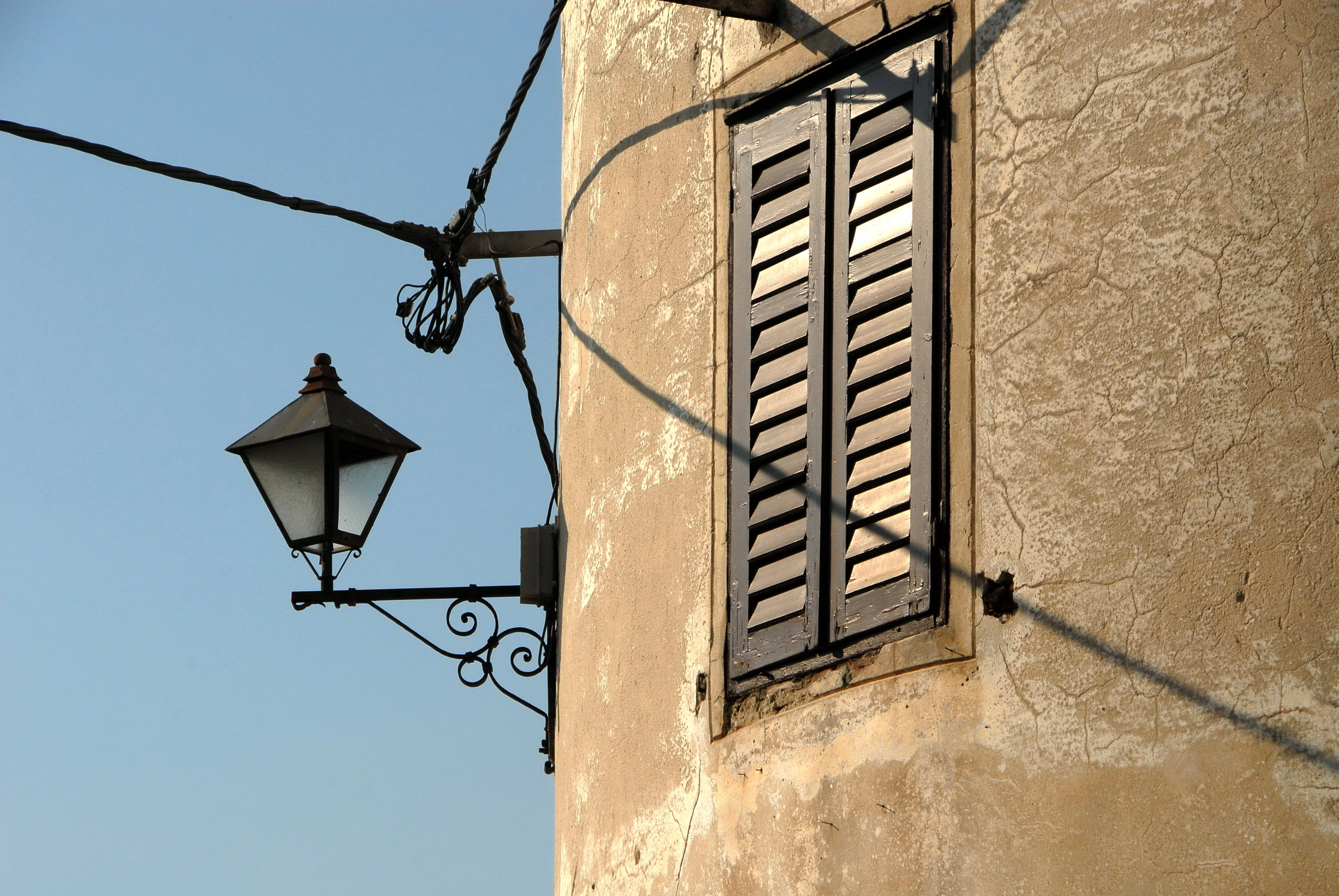
Laterne und Fenster am Tabor-Turm

### Barockes Schloss der Lanthieri

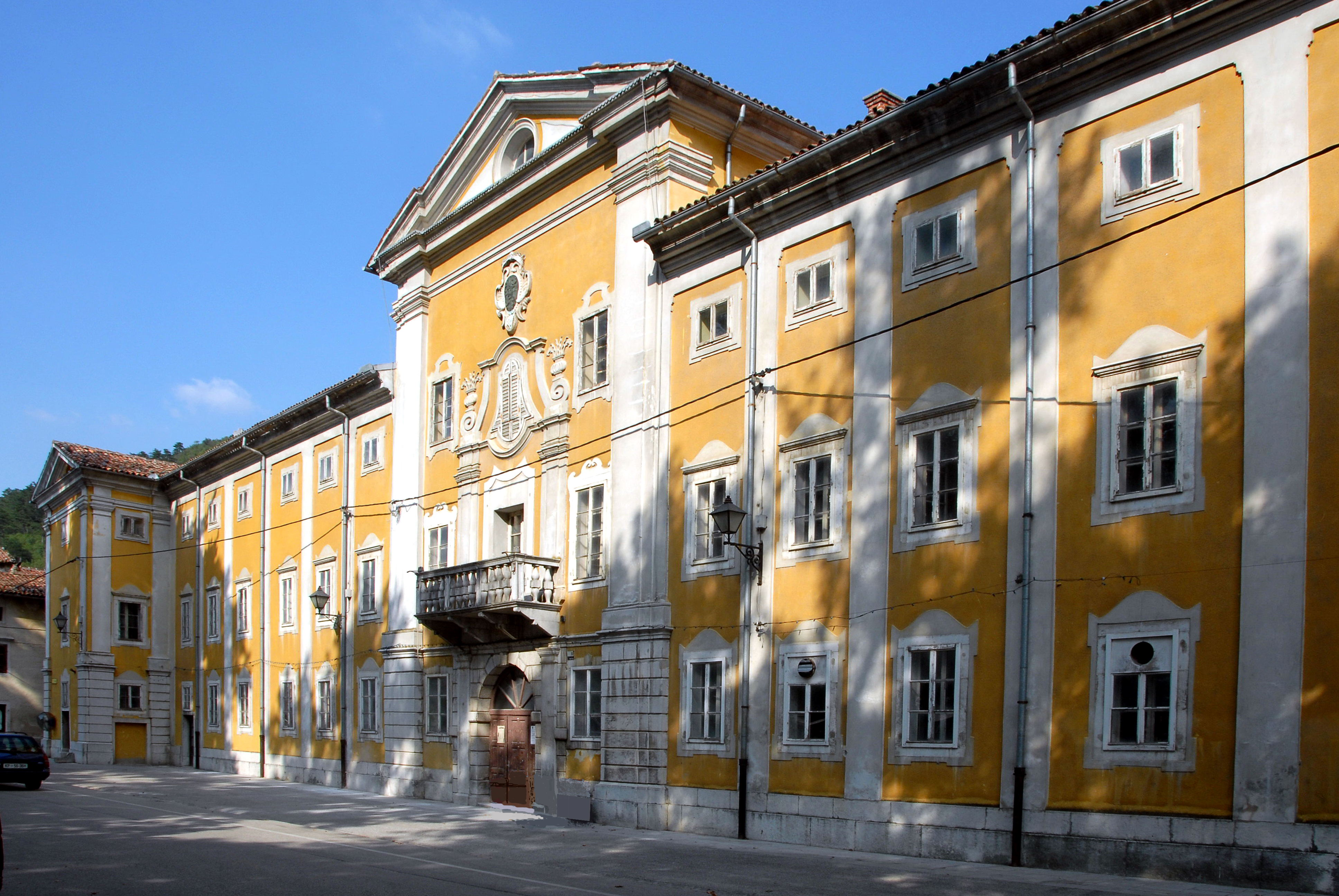
Front des Lanthieri-Schlosses
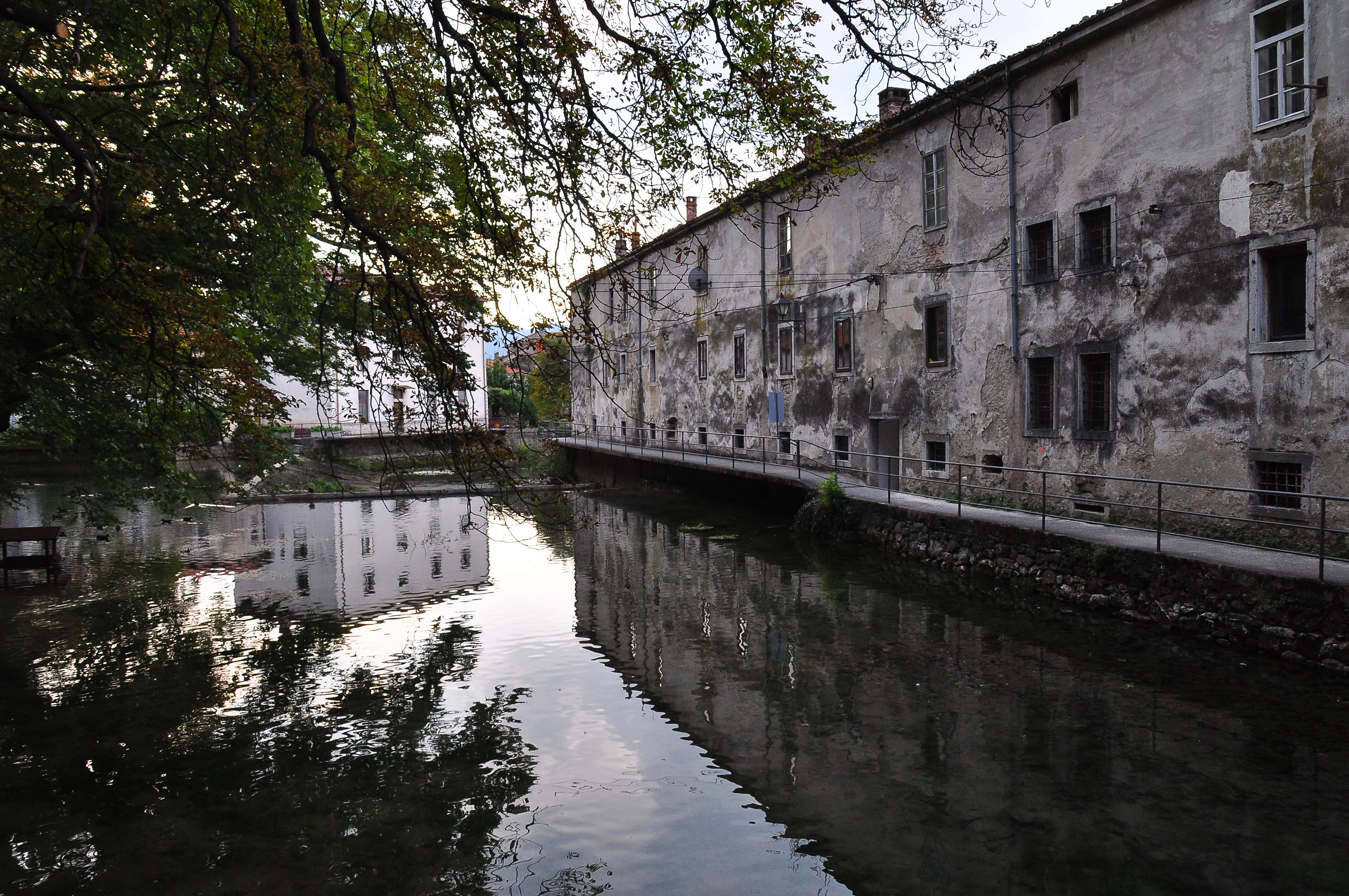
Rückseite vom Lanthieri-Schloss am Vipava-Ursprung
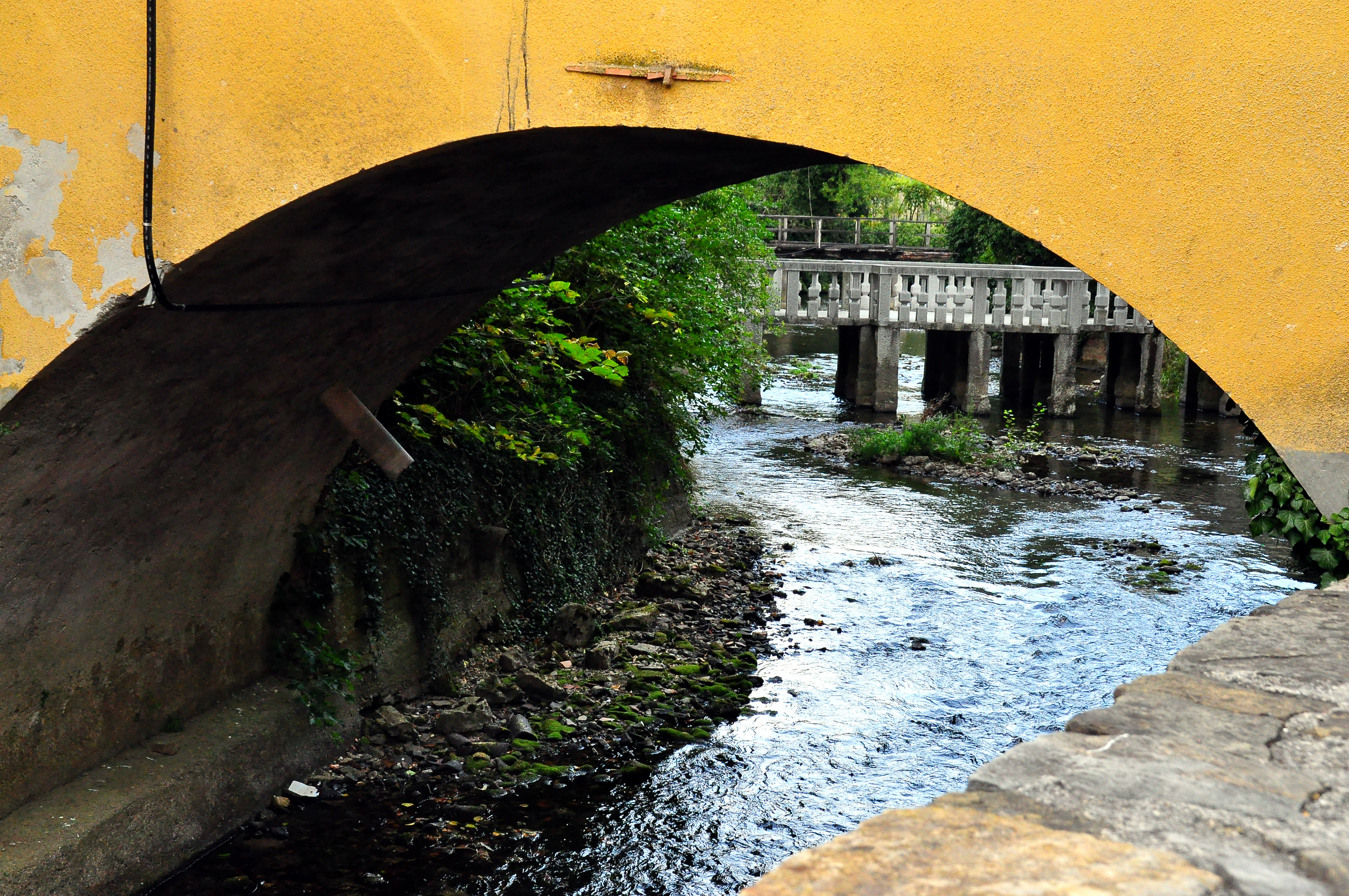
Einer der Arme des Vipava-Flusses beim Durchqueren des Schlosses
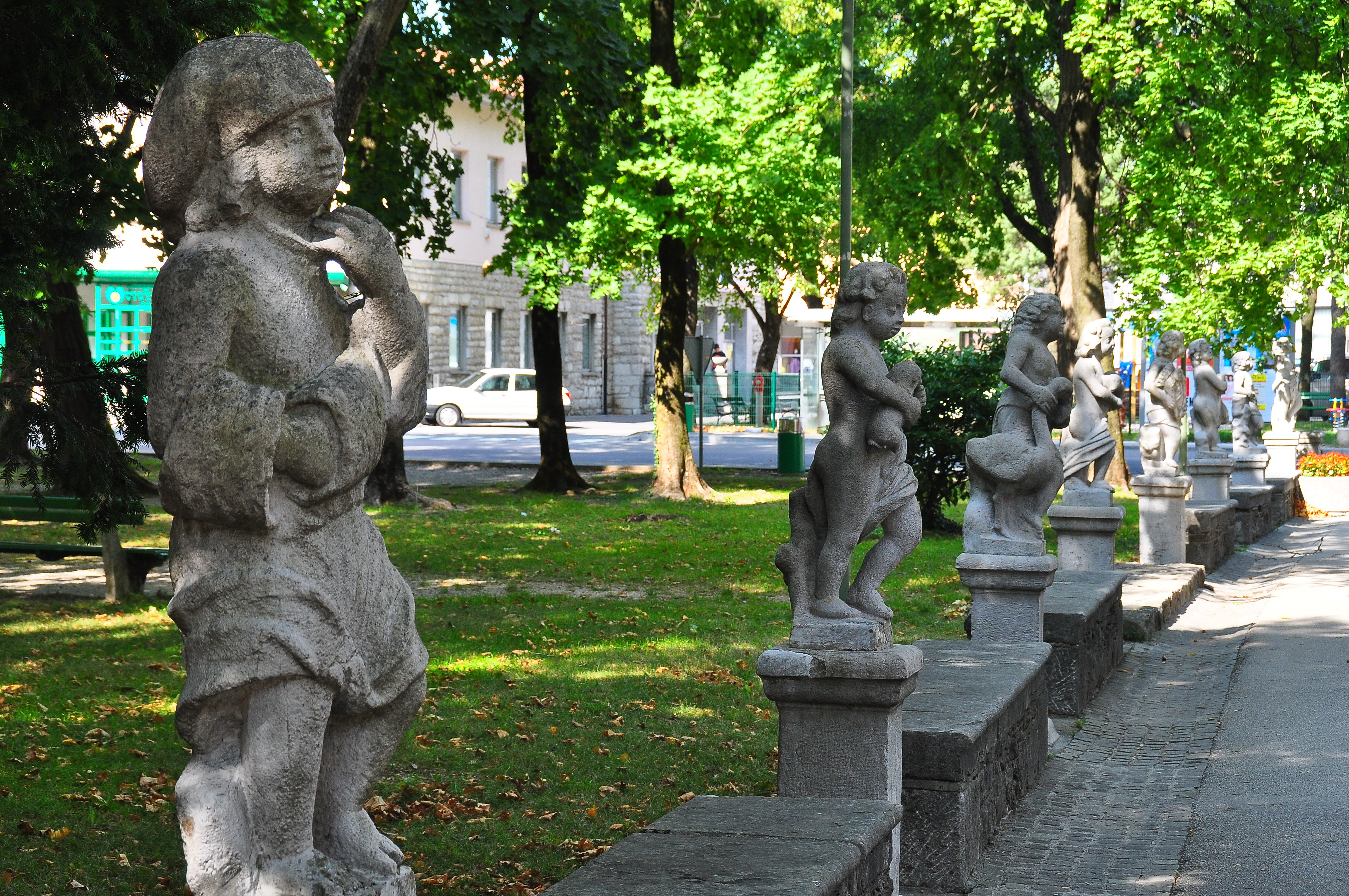
Statuen im Lanthieri-Schlosspark
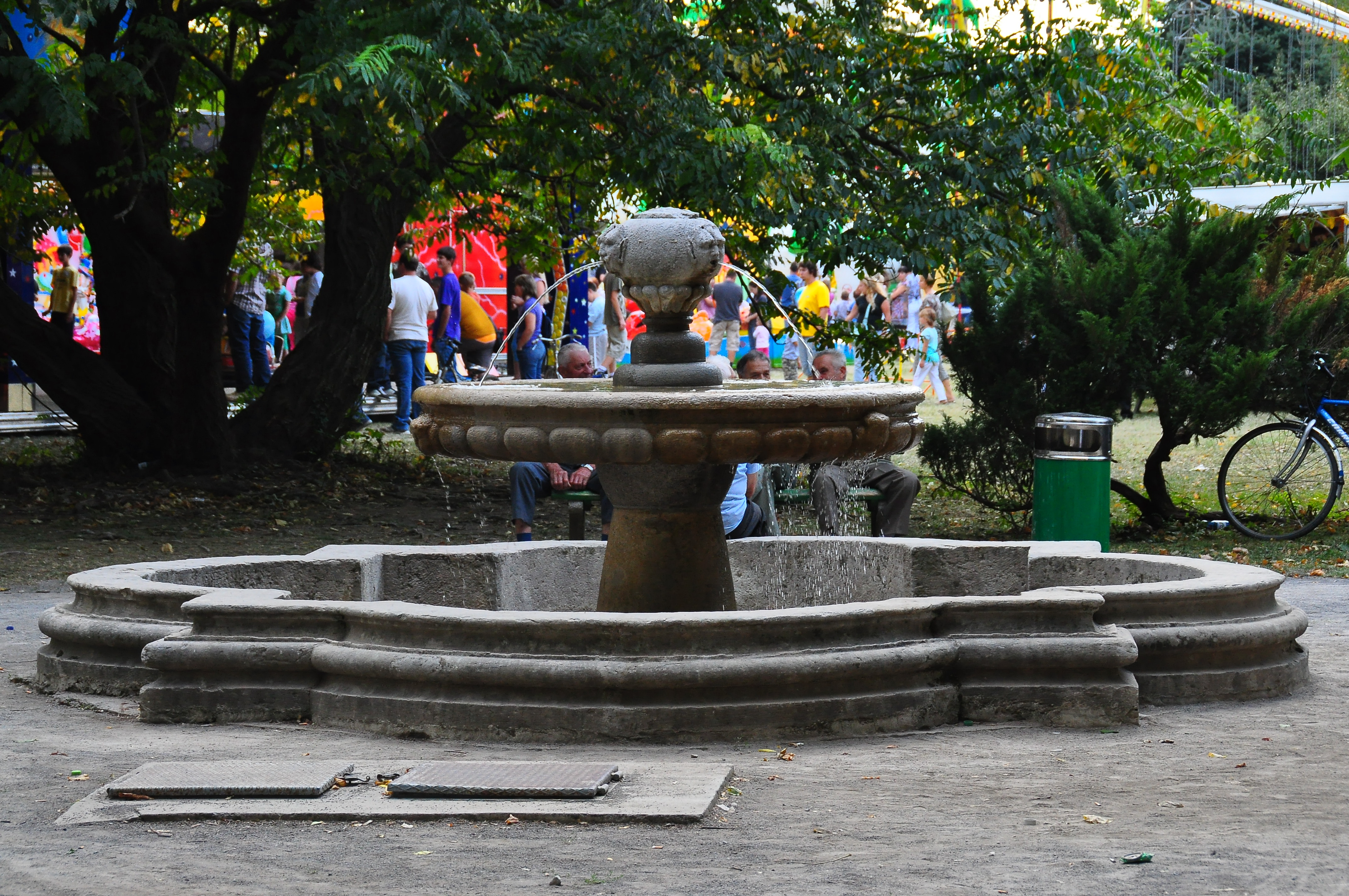
Brunnen im Lanthieri-Schlosspark

### Sankt Stephanuskirche

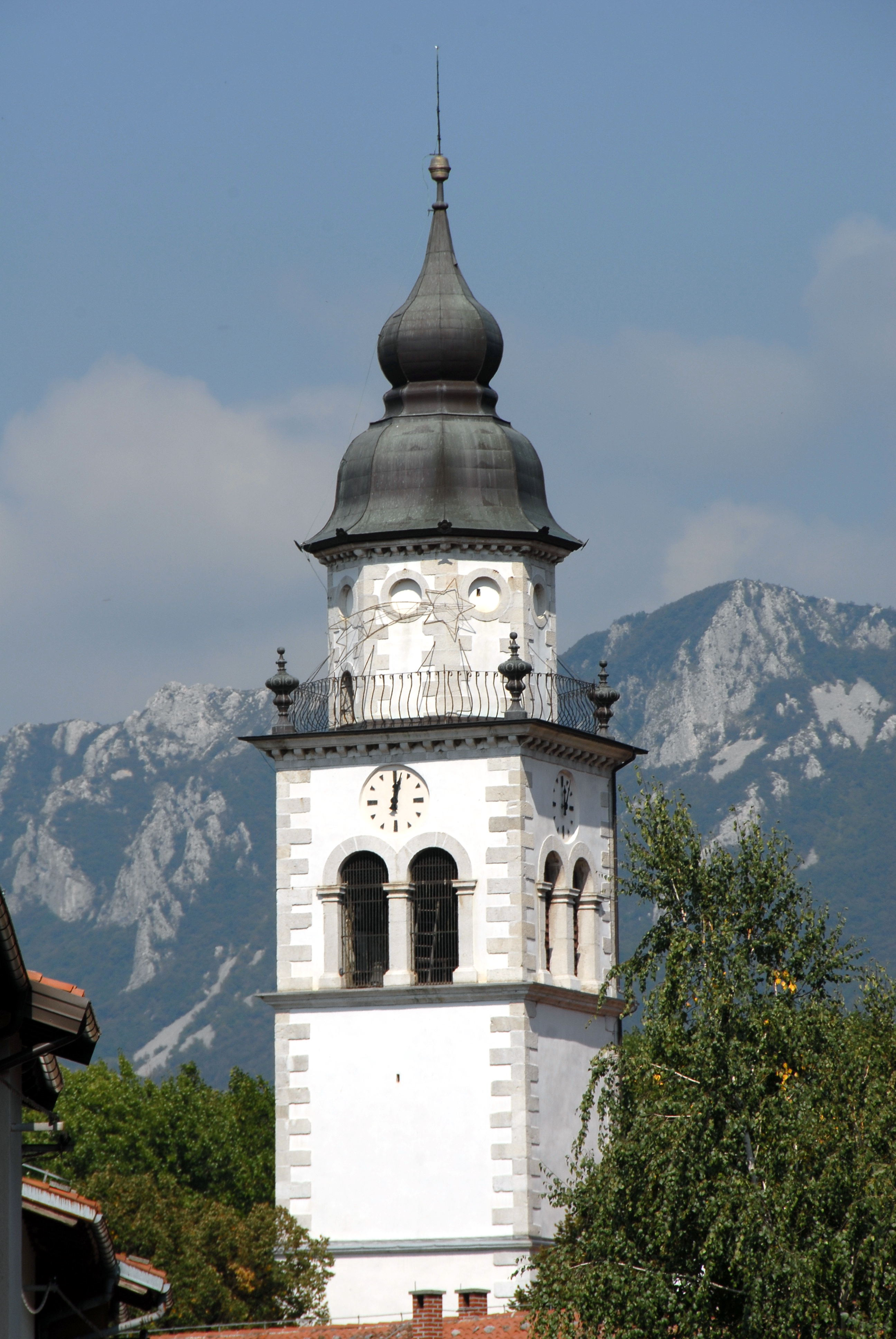
Kirchturm der Stephanuskirche

## Sehenswürdigkeiten